# Friona, Texas
Friona là một thành phố thuộc quận Parmer, tiểu bang Texas, Hoa Kỳ. Năm 2010, dân số của xã này là 4123 người.

## Dân số
- Dân số năm 2000: 3854 người.
- Dân số năm 2010: 4123 người.